# Plastophora usticolor
Plastophora usticolor är en tvåvingeart som beskrevs av Borgmeier 1961. Plastophora usticolor ingår i släktet Plastophora och familjen puckelflugor. Inga underarter finns listade i Catalogue of Life.